# Sauté

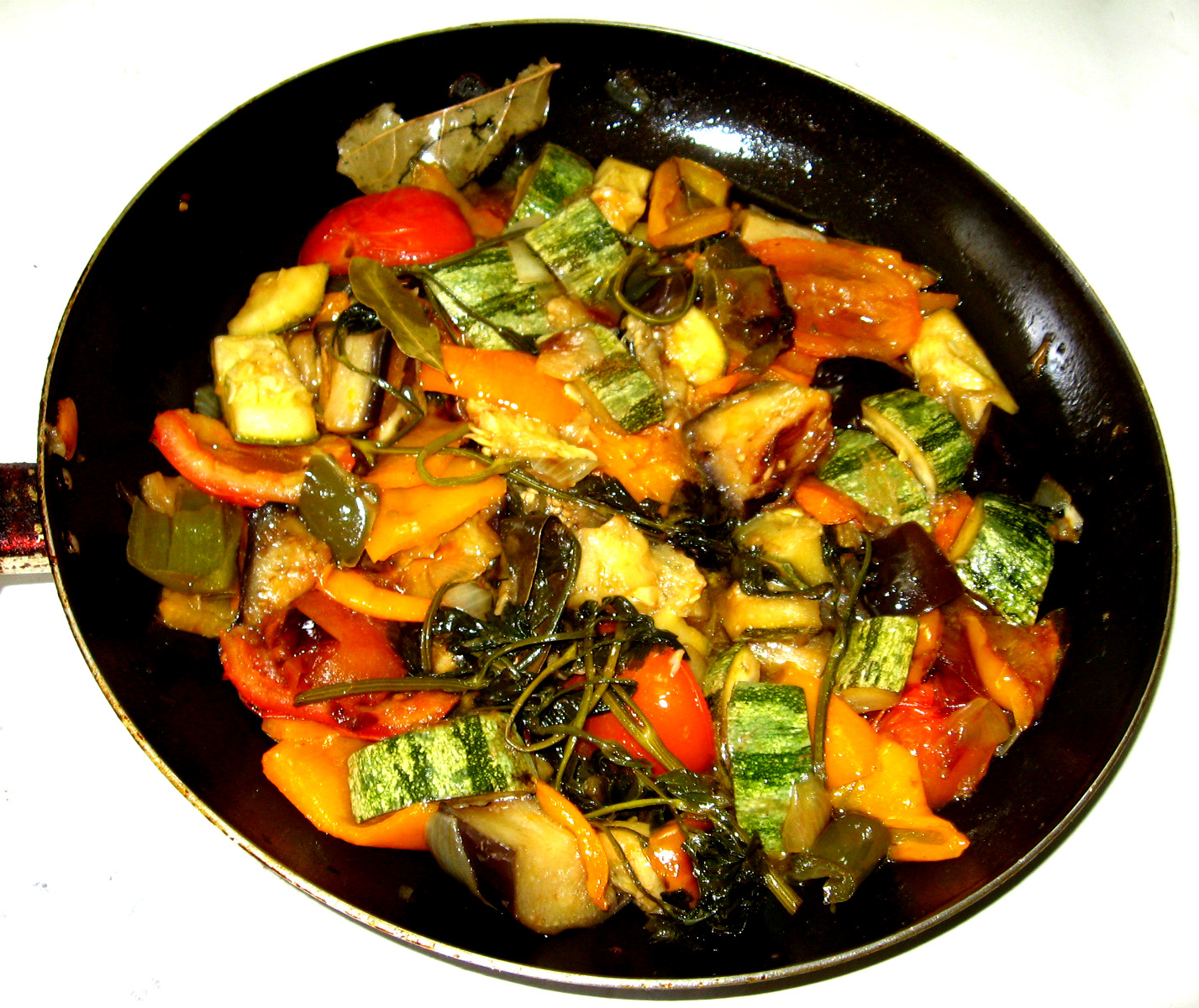
Ratatouille (hirtelen sült zöldségek)

A sauté (francia szó, kiejtése kb. „szóté”) vagy „hirtelen sütés” egy konyhai technika serpenyőben gyorsan készülő ételek elkészítésére. Leginkább zöldségek (gomba, padlizsán, paprika stb.) gyors sütésére alkalmazzák.  Semmilyen kapcsolatban nincs a magyar konyha frissen sültjeivel.

## Az eljárás
A sauté, a hirtelen sütés lényege, hogy az étel a lehető leggyorsabban megsüljön. Miután az étel elkészítésének az ideje attól függ, hogy az étel belsejét az annak megpuhításához szükséges hőmennyiség milyen gyorsan éri el, a sauté alapszabálya: minél kisebb az elkészítendő étel, annál jobb. A sauté legfontosabb része az alapanyagok közel azonos méretű és formájú felaprózása. Másik kulcsfontosságú komponens a megfelelő minőségű és mennyiségű olaj használata. Bármennyire is egyenletesre aprítjuk az alapanyagot, az soha nem kellően sima, hogy teljes felületén érintkezzen a serpenyővel, ezért szükséges a megfelelő mennyiségű zsiradék a rések kitöltéséhez.
A sütés folyamán víz szabadul fel, ami a jó sauté legnagyobb ellensége. Ha túl sok a nedvesség, a zöldségek nem megsülnek, hanem megfőnek. Ezért nagyon fontos a megfelelően nagy serpenyő használata és a kellő hőmennyiség biztosítása, valamint az étel folyamatos mozgásban tartása, keverése. A sauté szó (sauter = ’ugrani, ugrálni’) maga is erre a folyamatos mozgatásra utalhat.